# Pteropsaron heemstrai
Pteropsaron heemstrai és una espècie de peix de la família dels percòfids i de l'ordre dels perciformes.

## Descripció
Fa 5,5 cm de llargària màxima. 5-6 espines i 20-22 radis tous a l'aleta dorsal i cap espina i 24-25 radis tous a l'anal. 34 vèrtebres.

## Alimentació
El seu nivell tròfic és de 3,29.

## Hàbitat i distribució geogràfica
És un peix marí, demersal (entre 75 i 175 m de fondària) i de clima tropical, el qual viu a l'Índic occidental: Somàlia i el sud de KwaZulu-Natal (Sud-àfrica).

## Observacions
És inofensiu per als humans.